# فرانك إليوت (ممثل)
فرانك إليوت (بالإنجليزية: Frank Elliott)‏ هو ممثل بريطاني (وحمل سابقاً جنسية المملكة المتحدة لبريطانيا العظمى وأيرلندا)، ولد في 11 فبراير 1880 في المملكة المتحدة، وتوفي في 1 يوليو 1970 بلوس أنجلوس في الولايات المتحدة.

## وصلات خارجية
- فرانك إليوت على موقع IMDb (الإنجليزية)
- فرانك إليوت على موقع ألو سيني (الفرنسية)
- فرانك إليوت على موقع أول موفي (الإنجليزية)
- فرانك إليوت على موقع قاعدة بيانات الأفلام السويدية (السويدية)
- فرانك إليوت على موقع قاعدة بيانات الفيلم (الإنجليزية)
- فرانك إليوت على موقع كينوبويسك (الروسية)